# Équation de Emden-Chandrasekhar

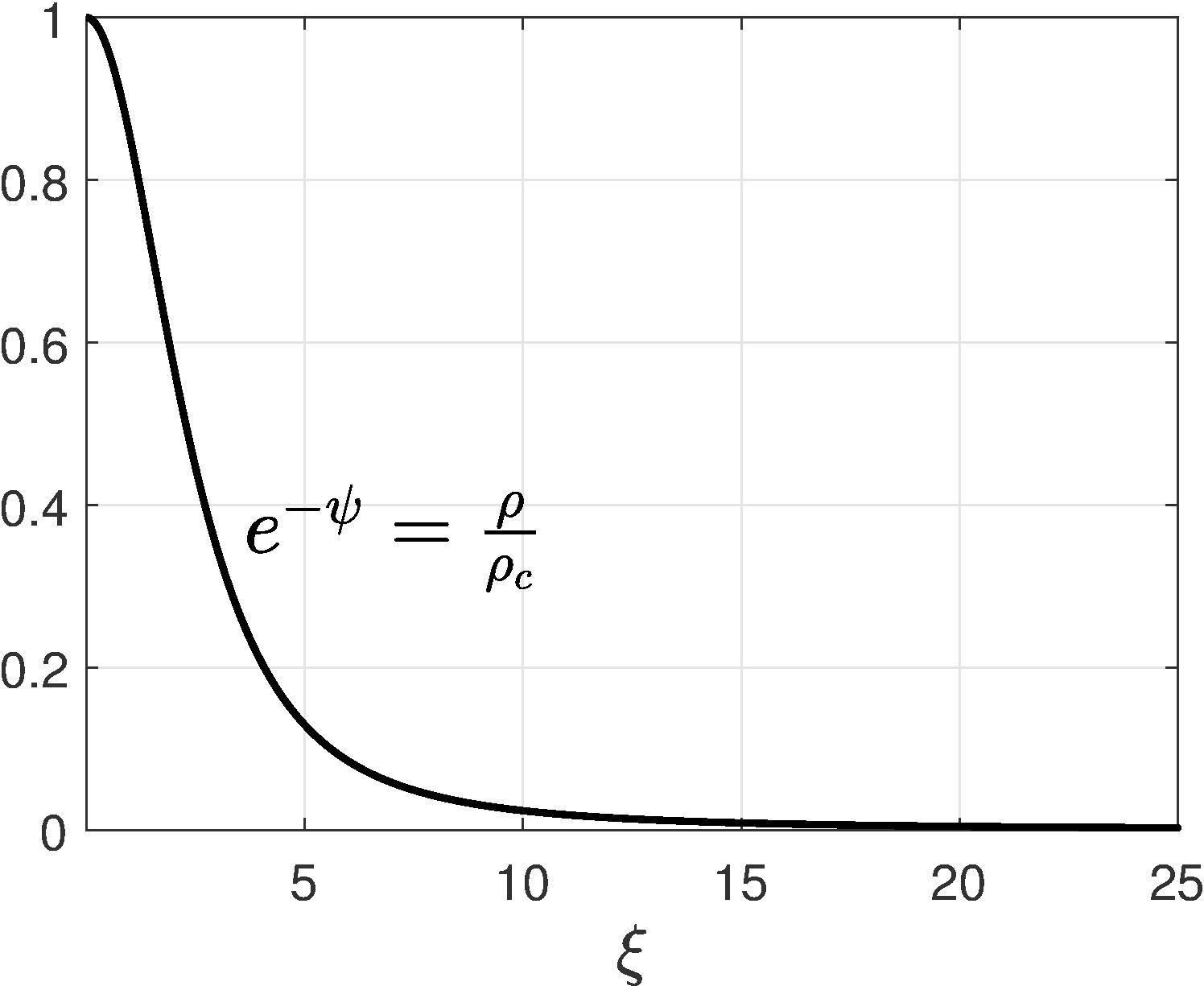
Solution numérique de l'équation de Emden-Chandrasekhar : masse volumique relative en fonction du rayon adimensionné.

En astrophysique l'équation de Emden-Chandrasekhar est une forme non linéaire de l'équation de Poisson décrivant la distribution de masse volumique d'une sphère de gaz isotherme soumise à sa propre force gravitationnelle. Elle est ainsi nommée d'après Robert Emden (1907) et Subrahmanyan Chandrasekhar,.
L'équation s'écrit :
{\displaystyle {\frac {1}{\xi ^{2}}}{\frac {d}{d\xi }}\left(\xi ^{2}{\frac {d\psi }{d\xi }}\right)=e^{-\psi }}
où {\displaystyle \xi } est le rayon adimensionné et {\displaystyle \psi } est un coefficient lié à la masse volumique de la sphère de gaz par {\displaystyle \rho =\rho _{c}e^{-\psi }}, où {\displaystyle \rho _{c}} est la valeur centrale. L'équation n'a pas de solution analytique connue. Si l'on utilise un fluide polytropique au lieu d'un fluide isotherme on obtient l'équation de Lane-Emden. L'hypothèse isotherme est généralement utilisée pour décrire le coeur d'une étoile. L'équation est résolue avec les conditions initiales suivantes :
{\displaystyle \psi =0\quad {\text{et}}\quad {\frac {d\psi }{d\xi }}=0\quad {\text{en}}\quad \xi =0}
L'équation apparaît également dans d'autres branches de la physique, par exemple dans la théorie de Frank-Kamenetskii en géométrie sphérique. La version relativiste de ce modèle isotherme à symétrie sphérique a été étudiée par Chandrasekhar en 1972.

## Dérivation
Pour une étoile gazeuse isotherme, la pression {\displaystyle p} est due à la pression cinétique et à la pression de rayonnement
{\displaystyle p=\rho {\frac {k_{B}}{WH}}T+{\frac {4\sigma }{3c}}T^{4}}
où
- {\displaystyle \rho } est la masse volumique,
- {\displaystyle k_{B}} est la constante de Boltzmann,
- {\displaystyle W} est la masse molaire moyenne,
- {\displaystyle H} est la masse du proton,
- {\displaystyle T} est la température de l'étoile,
- {\displaystyle \sigma } est la constante de Stefan-Boltzmann,
- {\displaystyle c} est la vitesse de la lumière.

L'équation d'équilibre de l'étoile nécessite un équilibre entre la force de pression et la force gravitationnelle :
{\displaystyle {\frac {1}{r^{2}}}{\frac {d}{dr}}\left({\frac {r^{2}}{\rho }}{\frac {dp}{dr}}\right)=-4\pi G\rho }
où {\displaystyle r} est le rayon mesuré à partir du centre et {\displaystyle G} est la constante gravitationnelle. L'équation est réécrite de la façon suivante :
{\displaystyle {\frac {k_{B}T}{WH}}{\frac {1}{r^{2}}}{\frac {d}{dr}}\left(r^{2}{\frac {d\ln \rho }{dr}}\right)=-4\pi G\rho }

Solution réelle et solution asymptotique.

On utilise les transformations suivantes :
{\displaystyle \psi =\ln {\frac {\rho _{c}}{\rho }},\quad \xi =r\left({\frac {4\pi G\rho _{c}WH}{k_{B}T}}\right)^{1/2}}
où {\displaystyle \rho _{c}} est la densité centrale de l'étoile.
{\displaystyle {\frac {1}{\xi ^{2}}}{\frac {d}{d\xi }}\left(\xi ^{2}{\frac {d\psi }{d\xi }}\right)=e^{-\psi }}
Il n'y a pas de solution analytique connue mais on peut trouver une solution approchée pour {\displaystyle \xi \ll 1} sous forme de développement :
{\displaystyle \psi ={\frac {\xi ^{2}}{6}}-{\frac {\xi ^{4}}{120}}+{\frac {\xi ^{6}}{1890}}+\cdots }

## Autres formes de l'équation
- On peut se ramener à une équation du premier ordre grâce à une transformation due à Edward Arthur Milne :

{\displaystyle u={\frac {\xi e^{-\psi }}{d\psi /d\xi }},\quad v=\xi {\frac {d\psi }{d\xi }}}
Ce qui conduit à :
{\displaystyle {\frac {u}{v}}{\frac {dv}{du}}=-{\frac {u-1}{u+v-3}}}
- Une autre méthode[6] utilise une fonction singulière donnée par {\displaystyle x=1/\xi }. Elle transforme l'équation en :

{\displaystyle x^{4}{\frac {d^{2}\psi }{dx^{2}}}=e^{-\psi }}
Cette équation possède une solution singulière donnée par :
{\displaystyle e^{-\psi _{s}}=2x^{2}\quad \Rightarrow \quad -\psi _{s}=2\ln x+\ln 2}
Cela suggère l'introduction d'une nouvelle fonction {\displaystyle z=-\psi -2\ln x} obéissant à :
{\displaystyle {\frac {d^{2}z}{dt^{2}}}-{\frac {dz}{dt}}+e^{z}-2=0\quad {\text{où}}\quad t=\ln x}
Cette équation peut être réduite au premier ordre en introduisant une nouvelle fonction :
{\displaystyle y={\frac {dz}{dt}}=\xi {\frac {d\psi }{d\xi }}-2}
On a alors pour cette dernière :
{\displaystyle y{\frac {dy}{dz}}-y+e^{z}-2=0}

## Propriétés de la solution
- Si {\displaystyle \psi (\xi )} est une solution de l'équation d'Emden–Chandrasekhar, alors {\displaystyle \psi (A\xi )-2\ln A}, où {\displaystyle A} est une constante arbitraire, est aussi une solution de l'équation.
- Les solutions de l'équation qui sont finies à l'origine ont nécessairement {\displaystyle d\psi /d\xi =0} à {\displaystyle \xi =0}.

## Limites du modèle
L'hypothèse d'une sphère isotherme représente mal une étoile : la masse volumique obtenue diminue trop lentement à partir du centre pour donner une surface bien définie et une masse finie. On utilise parfois pour {\displaystyle \xi \gg 1} l'approximation suivante :
{\displaystyle {\frac {\rho }{\rho _{c}}}=e^{-\psi }={\frac {2}{\xi ^{2}}}\left[1+{\frac {A}{\xi ^{1/2}}}\cos \left({\frac {\sqrt {7}}{2}}\ln \xi +\delta \right)+O(\xi ^{-1})\right]}
où {\displaystyle A} et {\displaystyle \delta } sont des constantes qui sont obtenues à partir d'une solution numérique.